# バウンサー (漫画)
『バウンサー』は、みずたまことによる日本の漫画作品。『別冊ヤングチャンピオン』（秋田書店）にて、2014年の創刊号から連載中。2021年11月時点で累計発行部数は180万部を突破している。
スジが通らないことにすぐキレてしまう青年、獅子戸丈一郎が「東京フィスト」という民間警備会社に出会い、その社員達との関わりや自身の成長を描いたアウトロー漫画である。
みずたが『ヤングチャンピオン』本誌で並行して連載中の『OUT』（原作:井口達也）との間で相互の作品の繋がりを思わせるような描写や表現が随所に施されている。
2017年4月14日よりBSスカパー!で平埜生成とユナク（超新星）を主演としてドラマが放送された。

## 登場人物

### 東京フィスト
主人公 獅子戸が勤めることとなる民間警備会社である。優秀なセキュリティ社員を多く抱える企業であるが、警察関係者の中では「雌鹿」（『ミカジメ』の逆読みであり、警察関係組織に天下り先や賄賂を渡すことで様々な優遇措置を受けていると目されている企業・団体に対する隠語）であるという噂や、警備業法上従事できないはずの人間も雇い入れているという噂もあり、評判は良くない様子。公安警察の最上級極秘事項などの極秘情報を纏めた「Black fog record(通称、Bデータ)」を保有しており、後述の柿根などそのデータを狙う者も少なくない。この物語は当企業に纏わる出来事やトラブルを中心に展開される。
獅子戸 丈一郎（ししど じょういちろう）
当物語の主人公。19歳。185センチメートルの長身とあまりにも毛量の多い金髪が特徴であり、よくボボボーボ・ボーボボのようだと揶揄されるほどである。
スジが通らないことにすぐキレてしまう性格であり、通っていた高校で生徒を叱責していた教師を誤解から殴ってしまい退学処分となってしまったこともあり、最終学歴は中卒である。その後もその性質から勤めていた会社で上司や先輩を殴るなどして解雇された経験は何と26回。感情が高ぶると舌がもつれて何を言っているかわからなくなってしまう。
幼くして両親を亡くしており、叔父によって育てられた過去を持つ。心優しく男気のある叔父により温かく育てられてきたが、その叔父も獅子戸が15歳の時に亡くなり、それ以降は非常に荒れた日々を送っていたらしい。その証拠に現在警察官に従事する旧友の鴨川によると、叔父の死後は数回にわたり傷害事件を起こしており、一度刺されて命を落としかけた過去も持っている。
会社を解雇され途方に暮れて一人酒をしていたクラブにて、ナンパを拒否していた女性達を庇い再び暴力を振るい、そこで民間警備会社である東京フィストのセキュリティ達につまみ出される。しかしそこでセキュリティ数人を払いのける気力と、社長である鰐淵に何度弾き返されても立ち向かう根性を見せたことにより、東京フィストと繋がりを持つこととなる。
後日示談のために東京フィスト本社へ訪問した際に鰐淵からアルバイトとして働いてみるよう勧めを受け、自分自身もその仕事内容を聞き憧れを抱いたことから東京フィストの一員として働くこととなった。
先輩社員である蜂野や虎井の指導の甲斐あって鍛え上げた肉体と格闘術、警護術を身につけ、苦手であった勉強が必要となる筆記試験にも何とか合格し、正社員昇格のための最終試験を受験。会社側が雇った暴力団「関東暴狂連合（以下、関暴連）」のメンバー複数人の妨害を撥ね退け荷物を指定場所まで届けるという試験であったが、その試験中に本来会社側が予定していなかった非常に危険性の高いアウトロー2人組、佐藤と鈴木に遭遇してしまう。次々と関暴連のメンバーを殺害していく2人組を目の当たりにし、生き残った関暴連メンバーから泣いて警護を懇願されたことにより鈴木と対戦。圧倒的実力を誇る鈴木に死に物狂いで喰らい付き、佐藤共々足止めをして関暴連メンバーを逃がすことに成功するも、佐藤により目潰しを喰らわされてしまう。その後駆け付けた蜂野が呼んだ救急車に乗り込み指定場所まで荷物を届けたことにより試験に合格。ただし目の手術を行った後、今後失明が避けられないことを医師から告げられてしまう。先輩社員達や担当看護師の前ではあっけらかんとした態度を取っているものの、独りになった際は今後の不安に身を震わせていた。
そんな時自身が入院していた病室に突如侵入した佐藤・鈴木に命を狙われるも、その場に居た虎井により守られる。しかし虎井が鈴木を圧倒した後、義手の代わりにナイフを装着していた佐藤に人質にされてしまう。その際獅子戸自身の頭髪を握る佐藤の手に違和感を感じ抵抗を見せるが即座に振り払われ、刺されそうになったところを虎井に庇われ幸いにも無傷となった。その際右目だけは眼鏡を掛け0.3程度の視力を持つ程度に回復したことがわかり、退院以降は眼鏡を掛け頭髪を後ろでまとめたルックスに変わっている。
退院の際、鰐渕より正社員として正式登用すると話を受けるが、佐藤から前述のBデータが存在し獅子戸が東京フィストにいる限り何度でも姿を現すという旨を告げられたことと、自身を庇った虎井が意識不明の重体となったことに責任を感じたことにより一度は入社を辞退する。しかしその後帰り道で遭遇した蜂野に入社を断った理由を求められ、沈黙を守ったため蜂野とそのまま対決。虎井から伝授された「TFM(スペイン発祥のキーシファイティングメソッドをベースに虎井がアレンジして開発した超近接戦闘術)」を駆使し互角に闘うが、騒ぎを目撃した警察官が現れたことにより対決は中止となった。
その後場所を変えた後も蜂野から理由の説明を懇願されたことにより、入社を断った理由と上述の佐藤・鈴木再襲撃時の一部始終の出来事を説明した。その話を受けた蜂野から発破をかけられたこともあり、改めて東京フィストに正社員として入社することを決めた。
正社員登用後は、セキュリティ派遣先である「CLUB 69」で暴れた屈強なオランダ人格闘家を瞬時に制圧したことにより、腕利きのセキュリティとして評判が鰻登りになっている。さらにはクラブに現れた迷惑な外国人客をハッタリで黙らせられる程の英語能力を身に付け、各派遣先クラブに出入りしている女性客からも非常にモテるようになっている。しかしそれに驕ることなく謙虚な姿勢も持っており、酔っ払い因縁を付けてきた馬場に対しても柔和な態度で接している。
先輩社員である鶴見を襲撃していたたアクション動画専門ユーチューバーチーム「チームアニサキス(以下、アニサキス)」と遭遇し、メンバーの1人である地下格闘技チャンプ、兼平拳斗(通称ケンケン)を圧倒しチームを撃退したことで、アニサキスおよびその母体である関暴連との因縁を持つこととなり、その関暴連から1億2千万円という大金を持ち逃げしたと嫌疑をかけられた有賀勇気を匿った事で、会社には明らかにしないまま関暴連との抗争に発展する。関暴連の精鋭部隊「死華裏終(シカリオ)」のメンバーである朝風道也、雷門大治の襲撃を受けるも弾き返したが自宅の所在地が露見した事で契約していたトランクルームに身を隠す。有賀が本当に大金を持ち逃げした事が発覚しても「依頼人は絶対に守り通す」という信条通りに匿い続けた。更にはかつて関暴連の財務部門トップであった黒須東阿からの襲撃を受け、死闘の末に瀕死の重傷を負うも心を入れ替えた有賀の救出で闇医師の治療を受けた事により回復。その後、有賀と共に持ち逃げした資金の残りを携えて関暴連トップの内の1人、兼平拳一へ有賀の退職の交渉を行った。しかし交渉は決裂し、左肩を銃で撃たれるなどの重傷を負いつつも、最終的に同席していた東阿の助命嘆願を振り切り拳一を銃で撃ち殺した。初めて殺人を犯した事による嫌悪感と、傷の療養の為に4ヶ月に及ぶ休養を取っていたが、同様の経験をしてきた虎井の激励を受け更に覚悟を決めた状態で復活を遂げる。
蜂野 信也（はちの しんや）
東京フィスト元セキュリティチーム Dリーダー。獅子戸と同じ19歳で、甘いマスクと金色のミディアムヘアが特徴のイケメン。伝統派空手を修めており、格闘能力は非常に高いことに加え頭脳明晰。都内でも指折りの有名進学高、海青高校の出身であり、現在東京大学休学中。口癖は「偏差値低ぃな、オマエ」。
上述の通り若くしてチームリーダーを務めるほど仕事ができる有能ぶりから自身に絶対のプライドを持ち口も悪いなど嫌味な面が強く、獅子戸に対しても「にゃん」という返事を強要したり、意に沿わないと直ぐ鉄拳制裁など厳しい指導をしている。しかし初仕事の際に失敗を犯し肩を落とす獅子戸を嫌味を交えながらも励ましたり、そのことで鰐淵から解雇を宣告された獅子戸を庇ったり、最終試験の際に獅子戸の様子を見に伺うなどさりげない優しさを見せることも多い。
上述の仕事の失敗の責任を取る形でリーダーから降格となり、元々自身の指導役であった幹部社員である虎井の下に付くこととなった。虎井とは「ワン！」という返事をするよう教育されているほどの主従関係である。
獅子戸が目の手術後、本心では落ち込んでいることを見抜いておりその身を案じていたが、上述の佐藤・鈴木の再襲撃で獅子戸を庇った虎井が意識不明の重体になった際は、命が助かっても傷の後遺症が確実に残ることを知り怒りと悲しみを露わにし、その遠因となった獅子戸を陰で責めていた。
獅子戸が視力回復後東京フィストへの正式入社を断ったことを知り、帰路に着く獅子戸を待ち伏せ、入社を断った理由を話さないと右目を潰すと息巻いて襲い掛かる。上述の通り対決は中止となるが、場所を変えた後自身の兄が警察庁を辞め東京フィストに入社後、佐藤・鈴木に拉致され半年間におよぶ凄惨な拷問を受け殺害され、その仇討ちのために東京フィストに入社したことを獅子戸に話した。そして獅子戸に対し土下座やボールペンでの自傷行為などの狂気染みた懇願をして入社を断った理由と佐藤・鈴木再襲撃時の一部始終の出来事を説明させた。その後も入社を断る決心を曲げない獅子戸に、自身も6歳の時兄に殺されかけたことを説明しながら発破をかけ、それが獅子戸が改めて入社を決意する契機となった。
獅子戸の正社員登用後は虎井特命の仕事をこなしている。
虎井 清十郎（とらい せいじゅうろう）
東京フィスト幹部社員。200センチメートル近い長身と鍛え上げられた肉体、褐色の肌と金色の短髪に左目元の傷跡が特徴の男。いつもチュッパチャプスのようなキャンディを加えている。
東京フィスト セキュリティ部門の統括リーダーで蜂野の直属の上司であり、獅子戸のお目付け役も務めている。その体格からも想像できる通り格闘能力は群を抜いており、セキュリティ技術は東京フィスト社員の中でも抜群である。現にナイジェリア系マフィア大ボスの甥であり、元陸軍特殊部隊出身で名誉勲章を2度も貰っている格闘の達人であったマヌク・カンドゥと対戦し、圧倒するほどの実力である。
会社一のパワハラ派で言動は非常に荒く、いい加減な印象があるものの、部下の指導は非常に熱く適格であり、獅子戸や蜂野は彼に対して畏敬の念を抱いている。超武闘派のヤクザであった過去を持ち、殺人の経験もあることを示唆する発言もしている。事実16年前の青年時代に中国系マフィア「竹海幇」の構成員数名を銃殺しており、その中には鈴木の母親も含まれていた。
上述の佐藤・鈴木の再襲撃の際は獅子戸の主張を汲み取った佐藤の計らいにより、鈴木と対決。最初は互角と思われたが脇腹と喉元へ抜き手を喰らわせ致命傷を負わせ、さらには首を折り圧倒した。その後獅子戸を人質に取られ、上述の通り抵抗を見せた獅子戸を庇い脇腹をナイフで刺されるが、自身も佐藤の喉元に抜き手を喰らわせダメージを与えていた。
佐藤が去った後即座に治療を受けるが、刺されたナイフに「シアン化合物βアセチラーゼ」という神経毒が塗り込まれていたことにより一命を取り留めたとしても酷い後遺症が残ることが確実視されていた。しかし入院時に謎の医師から特殊な治療を受け奇跡的に復活。蜂野曰く体内の毒はほぼ消えており神経ダメージもリハビリで回復するらしいが、上述の治療の際に生じた高熱による一時的な心停止により脳の視床下部に重大なダメージが残っているとのことである。
獅子戸の正社員登用後は怪我の療養のため、現場での職務を控えていたが、有賀の退職交渉の為に関暴連本部へ乗り込んだ獅子戸を救う為に自身も本部に向かった。しかし獅子戸から自身の責任でやっている事だという制止を受けて交渉の顛末を見守るに至る。交渉終了後は、殺人を犯した自己嫌悪に苦しむ獅子戸に寄り添い激励する事により、獅子戸の復活を促した。
鰐渕 剛志（わにぶち つよし）
東京フィスト社長。規格外の体格と暴漢制圧術を持ち、オールバックにした髪型と口髭が渋い雰囲気を醸し出すナイスミドル。
その実力と度量の深さから猛者揃いの社員達からの人望は非常に厚い。社員達に対して常に敬語を崩さず紳士的に接しているものの、その威圧的な雰囲気と時折只ならぬ重みを宿す発言が示す存在感は別格である。口癖は「ダメだ！」
上述の通り何度も自身に立ち向かってくる獅子戸に対しては「心に"牙"がある」と評し面白く感じており、アルバイトとして採用することを決めた。そして正社員昇格へ向けて様々な試験を課しているが、中卒社員登用の前例がないこともあり、学力試験が本来チームリーダー任用のためのものであったり、どれも異例の厳しい試験である。しかしそれら過酷な試験をクリアし最終試験時に想定外であった佐藤・鈴木の襲撃からも生き延びた獅子戸を認め、正社員登用を決めた。
元警察関係者であった過去を持ち、自分の意に沿わない人間はすぐに切り捨てる冷酷な人間であると、警察関係者からは噂されている。上述のBデータのアクセス権と内容を把握している唯一の人間である。
高島 亮一（たかしま りょういち）
東京フィスト幹部社員。スラリとした長身で常に眼鏡かサングラスを着用しており、「合理的に」が口癖の冷静沈着な男。蜂野からは「高さん」と呼ばれている。
普段の現場業務の全てを社長・鰐渕から一任されており、自他ともに認める鰐渕の右腕である。鰐渕と比較すると温情を持った目で獅子戸を見守っている。また虎井に対しては実力を認めてはいるものの、警護対象者に手を上げるなどの粗暴な態度が多い面に苛立ちを感じている。
鰐渕と同じく元警察関係者であり、警視庁警護課でSPを勤めていた過去を持つ。ストーリーが進むにつれ、酔っ払って口に咥えたビール缶で馬場の頭を突いたり、獅子戸の正社員登用決定を人一倍喜び、はしゃいでいた様子を鰐渕に注意されたり、獅子戸正社員登用時の式典ではネコのプリントがされた可愛らしいハンカチで顔を覆って嬉し泣きをするなど、冷静沈着なイメージとは打って変わってコミカルな一面を見せるようになっている。
東京フィスト新入社員の研修も担っており、現在はそちらが忙しく現場の職務から離れている。
馬場 千聡（ばば ちさと）
東京フィスト社員であり、セキュリティ部門のリーダー補佐（現場担当）。長身かつガタイの良い体躯と五分刈りに近い短髪が特徴で、レスリング経験者。大のラーメン好き。高卒であり、獅子戸や蜂野が合格した筆記試験に2回不合格となっており、そのことで頻繁に蜂野にバカにされその度に怒りを露わにしている。獅子戸に対して少なからず期待を寄せており、陰ながら見守っている。
また虎井からは飲み会の場で丸裸にされた上、肛門に大人の玩具を突っ込まれるなどのぞんざいな扱いを受けている。
上述の通り正社員登用後メキメキと頭角を現している獅子戸を頼もしく思いつつも実は大ヤキモチを焼いており、それに加え会社内の人間関係にも不満を持っており、酔っ払った際には獅子戸や鶴見に詰め寄る一面を見せている。
鶴見 拓哉（つるみ たくや）
東京フィスト社員であり、セキュリティ部門の幹部候補（オペレーター担当）。やや小柄な体躯と眼鏡をかけた容姿をしており、蜂野と同じく伝統派空手を修めているが白帯であり現場での仕事経験も少ないため、戦闘能力はあまり高くない。蜂野と同じく海青高校出身であり、有名私立大学卒。超が付くほどの鉄道マニアとしての一面も持つ。馬場の後輩かつ蜂野の先輩に位置するため、蜂野の生意気から小競り合いになる2人を良く仲裁している。
幼少のころから鉄道関係の仕事に就くことが夢であり、大学4年時には念願叶って西部鉄道という大手鉄道企業から内定を受けるが、その直後に妹・望美を猟奇的連続殺人犯「テイクアウトジョー」に惨殺される。その犯人を捕まえ復讐を果たすため、鉄道職員の夢を断ち切り東京フィストへ入社した過去を持つ。
獅子戸の正社員登用後、現場担当の人材が不足していたことから馬場と共にクラブでのセキュリティに従事していたところ、上述のアニサキスのメンバーがクラブ客を襲撃していたところに遭遇し、そのメンバーを手持ちのスタンガンで沈めた。しかし業務終了後、ケンケンを始めとするアニサキスのメンバーに襲われ、東京フィスト社員の評判を落とす動画を撮影する目的のため袋叩きにされた上、妹の形見である駅名標を象った腕時計を破壊されそうになるも、一切情けない言葉を吐かず「東京フィストをナメんじゃねぇ」と啖呵を切る意地を見せた。その後駆け付けた獅子戸により救出された。
有賀 勇気（ありが ゆうき）
獅子戸の最終試験の際、虎井からの指示を受けセーフハウスに向かう獅子戸に襲い掛かった指定暴力団「関東暴狂連合」10数名のリーダーであった男。24歳。仲間達と目出し帽を被りバットを持って獅子戸を襲うが、自身がリーダーであることを獅子戸に見抜かれ、倒されてしまう。その後突如現れた佐藤・鈴木に次々と仲間を惨殺され、その場を立ち去ろうとした獅子戸に泣いて助けを求めた。上述の通り獅子戸の奮闘の甲斐あって生き残った仲間2名と共に逃走することに成功するが、佐藤・鈴木を足止めする獅子戸を尻目に「何てバカな奴なんだ」とほくそ笑んでいた。その後虎井の口から仲間2人と共に行方不明となっていたことが明らかにされており、殺害されたと思われていた。
上述の事件後は虎井の口から仲間2人と共に行方不明となっていたことが明らかにされており、殺害されたと思われていたが有賀だけは生存しており、暫く身を隠した後関暴連に戻ったがその事件の内容を殆どの仲間に信じて貰えず、トップの拳一からは身を隠していた時間分の上納金と利息分として5億円を請求されたことにより、資金洗浄する為に阿藤組から預かっていた1億2千万円を持ち逃げし、その事実を否認しつつ彼女と共に海外に逃亡するまでの間、匿って欲しいと獅子戸に助けを求めた。その獅子戸には報酬金を渡す前も最大限の感謝として獅子戸の自宅で匿ってもらう中で自慢の料理を振舞うなど恭しい対応をしていたが、海外逃亡の手配を行っていたナイジェリア組織のボスであるヴィンセントより偽造パスポートとビザが有賀1人分のみという事が明らかになると、開き直り報酬金をばら撒くような形で支払い、横柄かつ非常識な態度を取るようになった。
しかし海外逃亡の前日に上述の東阿と遭遇し、その死闘で瀕死の重傷を負い気を失った獅子戸を目撃すると、海外逃亡を見送り彼を知り合いの闇医者である徳川の元に運び治療を受けさせ、獅子戸の退院後は自身が関暴連のメンバーとして獅子戸を襲撃した事や1億2千万円を持ち逃げした経緯について正直に話し、獅子戸の今までの行動を見てこれまで辛い事からひたすら逃げてきた自身の人生に嫌気がさした事から、獅子戸を見捨てずに助けたと告げた。
その後獅子戸からの提案により2人のみで拳一との退職交渉に臨んだが、自身の大金持ち逃げの責任を取らされる形で殺害されたフーミン、朝風、雷門の生首を目の当たりにし、拳一から幹部待遇での復帰を持ち掛けられ若干の揺らぎを見せたものの、使用した2千万円は返さず絶対に関暴連を抜けると啖呵を切った。その意思を汲み決死の交渉を行い最終的に拳一を殺害する形で全てを弾き返した獅子戸に対し、その場では恐怖を感じ獅子戸を拒絶したが、自身の所為で獅子戸を人殺しにしてしまった事に責任を感じ、自分自身が強く成長する為に東京フィストセキュリティに入社し現場担当として新たなスタートを切った。

### 敵対人物
柿根 陽介（かきね ようすけ）
指定暴力団「剛浄会」直参で最も武闘派として有名な組織「阿藤組」の若頭補佐に若干33歳の若さで上り詰めた、極道界の超エリート。暴力団員には似つかわしくなく眼鏡をかけ細身のスーツに身を包んだ紳士的な風貌をしているが、額の右側に銃痕をつけているためか「不死の男（アンデッドマン）」の異名を持っている。さらに人の心を読むことの出来る能力を持つという噂もあり、事実鰐渕・高島との商談時には高島の考えていた内容を読み取り、そのまま口に出すという離れ業を見せている。
東京フィストに対しては、極道と同じく暴力で金を稼いでいる「同じ色」と判断して目の敵にしており、スマートフォン型スタンガンを忍ばせたチンピラ数人を獅子戸・蜂野の仕事場へけしかけるなどの妨害をしている。また後述の佐藤・鈴木コンビを獅子戸にけしかけたのも、後日の佐藤との会話から柿根と思われる。東京フィストが所有するBデータを手に入れ裏社会のトップに立つことを企んでいる。
獅子戸と関暴連の抗争終了時点で阿藤組の組長に就任。Bデータを取得するべく有賀を東京フィストに潜入させる為に、敢えて有賀を生かして関暴連に戻るよう仕向け、更には1億2千万円の資金洗浄を依頼する形で抗争のきっかけを作った事を佐藤との会話で明かしている。
佐藤（さとう）
上述の獅子戸の正社員登用最終試験時に突如として鈴木と共に現れた謎の男。フードを被り目元以外をバンダナで隠した細身で、右腕の肘から先を失った隻腕であり、落ち着いた物言いをする男である。鈴木とのコンビで「裏社会の便利屋」と噂されており、相棒の鈴木に対しては指導的な立場を取っていることが窺い知れる。また依頼人との商談の際は眼鏡を掛けマスクを着用し、義手を装着しているようである。
最終試験中の獅子戸の前に現れると、その場にいた関暴連のメンバーを次々と惨殺し車に積み込んでいたが、その際生き残っていた関暴連メンバーに助けを求められた獅子戸が鈴木と戦闘を開始したため、その行く末を見届ける。圧倒的実力を持つ鈴木に対し喰らい付く獅子戸を「良い素材」と評価していた。その後倒れた獅子戸に脚を掴まれ鈴木共々足止めを喰らい、関暴連メンバーの生き残りを取り逃がすこととなったが、その際獅子戸に目潰しを喰らわせ、通報を聞きつけ駆け付けた警官2人組をも殺害し何処かへ立ち去った。
さらに獅子戸の入院中、催眠ガスを使用して警護セキュリティを眠らせた後病室へ侵入し獅子戸の命を奪おうとするが、虎井により阻まれる。そして上述の通り獅子戸の「2対1なんて汚ぇ」という主張に面白さを感じ、鈴木に先ず虎井と1対1で闘う指示した。鈴木が虎井に倒された直後、傍らの獅子戸を人質に取るも、抵抗を見せた獅子戸を刺そうとしたところそれを庇った虎井の脇腹を刺し、自身も虎井の抜き手を喉元に受ける。その後倒れた鈴木を担ぎ、Bデータが存在し獅子戸が東京フィストにいる限り何度でも姿を現す旨を告げ、再び立ち去った。襲撃後の柿根との会談で顔を露わにしたが、その姿はなんと獅子戸の叔父・獅子戸勇一郎であった。
獅子戸が関暴連の元財務部門トップの東阿と戦闘していた際には部下の田中と影で状況を見守り、東阿の胸周りの静脈を切り意識を失わせた獅子戸を、確実にこっちの世界に入ってきていると評した。
鈴木（すずき）
佐藤と同じく獅子戸の正社員登用最終試験時に突如として佐藤と共に現れた謎の男。犬の被り物を被った巨漢で、語尾に「ワン」を付けた軽い物言いをする男である。佐藤とのコンビで「裏社会の便利屋」と噂されており、佐藤に対しては敬意を持った態度を取っている。また依頼人との商談の際は犬の被り物を外し、やや長い金髪をオールバックにしている。
最終試験中の獅子戸の前に現れると、その場にいた関暴連のメンバーを次々と惨殺し車に積み込んでいたが、その際生き残っていた関暴連メンバーに助けを求められた獅子戸と戦闘を開始した。ベルトを使った獅子戸の戦術に翻弄されるが、獅子戸を挑発に乗せてベルトを持つ腕を掴み取り、何度も殴打しダウンさせる。しかし倒れた獅子戸に脚を掴まれ佐藤共々足止めを喰らい、関暴連メンバーの生き残りを取り逃がすこととなったため、「この世界に入ってここまでしてやられたのは初めて」と獅子戸を評していた。その後通報を聞きつけ駆け付けた警官2人組を佐藤と共に殺害している。
16年前の少年時代、中国系マフィア「竹海幇」の構成員であった母親を若き日の虎井に目の前で殺害された過去があり、上述の獅子戸再襲撃の際はその因縁の虎井との再戦となった。序盤は互角であったものの脇腹と喉元に受けた抜き手で致命傷を受け、さらには首を折られたことで完敗。佐藤に担がれ運び出された後の生死は不明。
田中（たなか）
上述の鈴木が虎井に敗北した後、佐藤とバディを組む人物。牛の被り物を被った巨漢で、語尾に「モォ」を付け「ウッシッシ」という笑い方をする男である。佐藤と共に獅子戸と東阿の戦闘を観察し、東阿がシラットの使い手である事を即座に見抜いていた。
兼平 兼斗（かねひら けんと）
アクション動画専門ユーチューバーチーム「チームアニサキス」のメンバーであり、地下格闘技チャンプである細身で長身の男。通称「ケンケン」。関暴連のトップ4人の一角を務める兼平拳一の兄にあたる。上述の通り動画撮影のために仲間と共に鶴見を襲撃し、口調こそ紳士的ではあるものの容赦なく殴る蹴るを繰り返す残虐な行動に出ていた。駆け付けた獅子戸に対しても「使われるだけの頭の悪い労働者階級」とこき下ろし、自身は6社の企業を経営する経営者であると自己紹介していた。しかし獅子戸からの警告を無視し続けたことにより獅子戸から喉元に手刀を喰らい、反撃に転じるも全て躱された上に強烈な鉄拳を顔面に受け、あっけなく撃沈した。
風間 麗民（かざま れみ）
アクション動画専門ユーチューバーチーム「チームアニサキス」のメンバーであり、関暴連の幹部かつ「死華裏終」の一員を務める長身細身の女性。通称「フーミン」。語尾に「ピヨ」を付けて会話をする点と通称から、当作品の作者であるみずた氏が作画を務める漫画『OUT』の登場人物「風間 美鈴（フーリン）」と関係性があると目されている。
上述のアニサキスによる鶴見襲撃の際は動画撮影を行っていたが、獅子戸によりケンケンを倒され撮影していたスマートフォンを回収された。また獅子戸により身柄を拘束されかけるが、ペットのフクロウ「フールー」を呼び獅子戸を襲わせたことにより逃走に成功した。関暴連の幹部として1億2千万円の持ち逃げ犯を有賀であると睨み、その有賀を匿う獅子戸を狙い朝風と雷門をけしかけるが行方不明になった事により、かつて自分の上司であった東阿に助けを求めた。獅子戸と東阿との戦闘では、苦戦した東阿が自身の別人格である「理新」を呼び出す際に制止しようとしたところ、親指以外の右手指を理新にナイフで切断されてしまう。その後理新を倒した獅子戸により切断された指の接着と東阿の治療を促され、その獅子戸の男気溢れる人格に好意を持つようになり、指の治療後に獅子戸と会った際はデートの申し込みをしていた。しかし有賀の1億2千万円持ち逃げの責任を取らされる形で拳一に殺害され、その願いは叶わぬものとなった。
朝風 道也（あさかぜ みちや）
関暴連の精鋭部隊「死華裏終」の一員で、異常なまでに鍛え上げられた上半身の筋肉を有する男。普段は笑顔を絶やさず紳士的な言葉遣いで一見温和に見えるが、腕の筋繊維1本1本に7人の神が宿っていると信じており、腕の筋肉に触れられると鬼の形相で怒り暴力的になる。表上は雷門と共にスポーツクラブでインストラクターとして働いている。
上述の通り有賀を奪還する為に雷門と複数の部下と共に獅子戸を襲撃、目が数秒間ブラックアウトした獅子戸に猛攻撃を仕掛けるが、視力が回復した獅子戸の投げ技を受け気絶する形で敗北した。
その後は行方不明になったと思われたが、獅子戸に倒された後は病院に運ばれ治療を受けた上に獅子戸の自宅で匿われる事となり、無類の筋トレ好きという事で獅子戸ともウマが合い雷門と共にこの抗争が終了するまで獅子戸の自宅で潜伏する事を約束した。しかしその事が拳一に露見し、関暴連に対する裏切り行為と見做され雷門と共に殺害され、獅子戸と拳一との交渉の場に生首だけとなった変わり果てた姿を見せた。
雷門 大治（らいもん だいじ）
関暴連の精鋭部隊「死華裏終」の一員で、異常なまでに鍛え上げられた下半身の筋肉を有する男。朝風同様、普段は笑顔を絶やさず紳士的な言葉遣いで一見温和に見えるが、下半身の筋肉に並々ならぬこだわりを持っており、脚の筋肉に触れられると鬼の形相で怒り暴力的になる。表上は朝風と共にスポーツクラブでインストラクターとして働いている。
上述の通り有賀を奪還する為に朝風と複数の部下と共に獅子戸を襲撃、目が数秒間ブラックアウトした獅子戸に猛攻撃を仕掛けるが、勢い良く右脚でのキックを仕掛けた際に右膝に獅子戸の肘打ちを受け再起不能となり敗北。朝風を気絶させた獅子戸に、既に自宅の位置を把握している為逃げても無駄だと告げた直後、獅子戸からの追い打ちを受けて気を失った。
その後は獅子戸から朝風同様の待遇を受けたが、同じく拳一に殺害され、獅子戸と拳一との交渉の場に生首だけとなった変わり果てた姿を見せた。
黒須 東阿（くろす とうあ）
関暴連の元一員で、かつて財務部門のトップに君臨していた男であり、褐色の肌と端正な顔立ちを持つジャピーノ。非常に冷静沈着かつ論理的に話をできる人物だが、幼少期に両親から虐待を受けていたことにより、自身の身を守るために「理新」というもう1つの人格を持つようになった解離性同一性障害を抱えている。理新の人格が発現している際は戦闘能力が大幅に上昇し性格も狂暴化する。
現在は関暴連から足を洗い、その贖罪と称してコンビニエンスストアでアルバイトをしていたが、かつての弟分であった朝風、雷門の救出という名目で風間から助けを乞われ、有賀と引き換えに朝風、雷門を引き渡すよう獅子戸との交渉に臨んだ。結果的に交渉は決裂し獅子戸との一騎打ちに発展。最初はシラット仕込みの素早い攻撃で獅子戸を追い詰めるが、膝に獅子戸の強烈な一撃を喰らい行動不能に陥ったため、形勢逆転のため理新の人格を発現させカランビットナイフで猛攻撃を再開、その姿は獅子戸にかつて自身を追い詰めた鈴木の影を思わせる程であった。しかし獅子戸のベルトを使用した中距離攻撃や、ナイフによる攻撃を掌中のスマートフォンで受け止める捨て身の戦法による応戦に遭い、獅子戸に両腕の関節を外され胸周りの静脈を切られた失血によりダウン。最後の力を振り絞り立ち向かおうとするが、獅子戸に抱えられた状態で気を失った。
その後獅子戸と拳一による交渉では、自身が関暴連に復帰する代わりに有賀を解放するという獅子戸側として交渉に立ち会うが、風間、朝風、雷門の変わり果てた姿を目の当たりにした怒りで拳一に襲い掛かり、拳一のボディガードの1人、2に抑えられる。その後交渉が決裂となり獅子戸が拳一に銃を向けた際は、ボディガード達には自身が拳一の代わりにトップとなり身の安全を保障すると発言した。しかし追い詰められた拳一が泣きながら命乞いをした際は、悩みながらも拳一の信条に同調して獅子戸の説得を試みるが、理解を示されつつも結果的に拳一は殺害され、その亡骸を見て失意に陥った様子を見せた。その後は拳一亡き後の関暴連のトップの1人となったが、拳一殺害のケジメのために獅子戸への報復を企んでいる。
兼平 拳一（かねひら けんいち)
兼平拳人の実弟にして、20歳前後にして4人いる関暴連トップの一角を担う男。細身の体躯に明るい髪色の長髪で中性的な容姿をしており、その若さでハーバード大学を卒業した頭脳を有する。左目の下に天秤のタトゥーを入れている事からも現れているが、ありとあらゆる事象に対して「バランス」を病的に重視しており、そのバランスの為には凄惨な行動も辞さない冷酷さを持つ。
上述の獅子戸との交渉では風間、朝風、雷門の生首を利用しながら話を進める等の狂気を見せ、ボディガード達を使い獅子戸と有賀を追い詰めていくが、最終的に獅子戸の策略により銃を突きつけられる危機に陥る。その際は涙を流し失禁しながら恥も外聞も捨て命乞いをし、取り押さえていた黒須にも縋る様子を見せたが、獅子戸に土下座をした際の後頭部を銃で打ち抜かれ絶命した。懐には発射ナイフを忍ばせていた為、命乞いの際にも最後の形勢逆転を狙っていたことが窺い知れた。

### その他の登場人物
獅子戸 勇一郎（ししど ゆういちろう）
獅子戸の叔父であり、身寄りのなかった彼を15歳まで育てていた人物。明るい髪色に薄く口髭をたくわえ、体の一部に入れ墨を彫ったアウトローを彷彿とさせる風貌をしている。幼少のころより獅子戸を温かく育てており、時折発する言葉には重みを宿し彼の生き方に多大な影響を与えている。
獅子戸が15歳の時に亡くなっていたと思われていたが、上述の通り「裏社会の便利屋」佐藤の正体として描かれている。
鴨川（かもがわ）
六本木の交番に勤務する新米警察官。獅子戸とは中学時代の同級生で、少年期の彼を良く知る人物。中学時代は格好だけ不良の真似をして仲間達からよくイジメられていたが、その時常に同級生の獅子戸が守ってくれていたことから、彼を憧れの対象として捉えていた。しかし上述の通り叔父を亡くし荒れた生活を送る獅子戸に恐怖を感じ、次第に疎遠になっていった。
川内（かわうち）
佐藤・鈴木との戦闘で重傷を負った獅子戸の治療を担当した東京海王病院勤務の女医。明るい髪色のボブカットと眼鏡が特徴の美人であり、鰐渕に対しセクシーさを感じ性的な憧れを抱いている。
治療の結果獅子戸には視力回復が絶望的であることを告げていたが、類まれな回復力で右目の視力を保持したことに非常に驚いていた。回復後も定期検査などで獅子戸を支えている。
ヴィンセント・アモカチ
六本木に拠点を置くナイジェリア組織のボス。虎井とは友人という間柄であり、違法仕事としてナイジェリア本国の大ボスの甥、マヌク・カンドゥへの制裁を依頼していた。
また有賀のフィリピンへの逃亡の斡旋を行っており、当初は200万円程度と見積もっていたが、有賀が関暴連の金を持ち逃げして追われる身となっている事を知り2,000万円の高額を請求するようになる。立ち会った獅子戸には、英語でその旨と持ち逃げした金の1/3を譲渡する事と引換えに有賀の身を引き渡すよう交渉をしたが、獅子戸からはあくまで依頼人を守ると拒否される。当初は携帯していた銃で脅す素振りを見せていたが、獅子戸のその態度を「肝の据わった若造」と気に入り、2人を帰した。
マヌク・カンドゥ
上述のヴィンセントがボスを務めるナイジェリア組織の本国の大ボスの甥であり、元ナイジェリア陸軍第72特殊部隊出身の元軍人。かつてナイジェリア軍の名誉勲章を2度受章するも、除隊後はビジネスを学ぶために来日、覚醒剤の取引でベトナム人と揉めた際にもナイフ1本で敵対組織の構成員4人を一瞬で殺害する離れ業を見せた。ヴィンセントから組織の女性たちの管理を任された際、その大勢に暴行を働き子供の作れない身体にした上、2名を自殺に追い込む暴挙に出た事が原因で、ヴィンセントから依頼を受けた虎井の制裁を受ける。実力は拮抗していると思われたが虎井にはなす術もなく倒され、一命は取り留めたものの右腕と両脚を切り落とされ変わり果てた姿となった。
徳川（とくがわ）
東阿との戦闘で重傷を負った獅子戸の治療を担当した人物。表向きは「コスモ小児科医院」の医師だが、裏で闇医師業も営む初老男性。
非常にクールでドライな物言いをする人物で医療費も高額であるが、腕は確かで口も堅い。

## 書誌情報
- みずたまこと 『バウンサー』 秋田書店〈ヤングチャンピオンコミックス〉、既刊15巻（2025年6月19日現在）
  1. 2015年5月20日発売[4][5]、ISBN 978-4-253-15246-4
  2. 2016年1月20日発売[6]、ISBN 978-4-253-15247-1
  3. 2016年7月20日発売[7]、ISBN 978-4-253-15248-8
  4. 2017年2月20日発売[8]、ISBN 978-4-253-15249-5
  5. 2017年4月20日発売[9]、ISBN 978-4-253-15250-1
  6. 2018年1月19日発売[10]、ISBN 978-4-253-15251-8
  7. 2018年9月19日発売[11]、ISBN 978-4-253-15252-5
  8. 2019年3月19日発売[12]、ISBN 978-4-253-15253-2
  9. 2019年9月19日発売[13]、ISBN 978-4-253-15254-9
  10. 2020年4月20日発売[14]、ISBN 978-4-253-15255-6
  11. 2021年3月18日発売[15]、ISBN 978-4-253-30406-1
  12. 2021年12月20日発売[16]、ISBN 978-4-253-30407-8
  13. 2023年1月20日発売[17]、ISBN 978-4-253-30408-5
  14. 2024年3月18日発売[18]、ISBN 978-4-253-30409-2
  15. 2025年6月19日発売[19]、ISBN 978-4-253-30410-8

## テレビドラマ
2017年4月14日よりBSスカパー!で平埜生成とユナク（超新星）を主演としてテレビドラマが全10話で放送された。
キャスト
- 獅子戸丈一郎 - 平埜生成
- 蜂野信也 - ユナク（超新星）
- 柿根陽介 - 大東駿介
- 高島亮一 - テイ龍進
- 馬場千聡 - 駒木根隆介
- 虎井清十郎 - TAK∴
- 浜崎龍男 - 佐野和真
- 獅子戸丈一郎の叔父 - 寺脇康文
- 鰐渕剛志 - 村上淳

スタッフ
- 監督 - 熊澤尚人
- 脚本 - まなべゆきこ
- 製作 - スタジオブルー